# اگوالوا-کسم
اگوالوا-کسم (به پرتغالی: Agualva-Cacém) یک منطقهٔ مسکونی در پرتغال است که در سینترا واقع شده‌است.

## خصوصیات
اگوالوا-کسم ۱۲۷ کیلومترمربع مساحت و ۸۱٬۸۴۵ نفر جمعیت دارد و ۴۳ متر بالاتر از سطح دریا واقع شده‌است.